# Damián Grosso
Damián Grosso Pryjmak (Castelar, Provincia de Buenos Aires; 6 de febrero de 1975) es un exfutbolista argentino que se desempeñaba en la posición de portero.
Se inició en Ferro Carril Oeste en 1991. Jugó en Almagro (1997-2001, plantel con el que consiguió el segundo ascenso a Primera División de la historia del club en el profesionalismo), luego en Atlante de México (2001-2003), Veracruz (2003-2004), Instituto de Córdoba (2004-2006), Quilmes (2006-2007) y Talleres de Córdoba (2007-2008). Volvió a Ferro en 2008. Su último club fue The Strongest de Bolivia (2009-2010).